# (You Gotta) Fight for Your Right (To Party!)
Singles de Beastie Boys
Brass Monkey
(1987) No Sleep till Brooklyn
(1987)
(You Gotta) Fight for Your Right (To Party!) est une chanson du groupe de hip-hop américain Beastie Boys, qui constitue le 4e single extrait de leur premier album Licensed to Ill (1986), sorti en 1987 sur le label Def Jam.
Il s'agit d'une de leurs plus célèbres chansons. Elle a atteint la 7e place au Billboard Hot 100 au moment de sa sortie et a, plus tard, été incluse dans la sélection des « 500 chansons qui ont façonné le rock 'n' roll  » (500 Songs that Shaped Rock and Roll) du Rock and Roll Hall of Fame.
Elle figure sur les deux compilations du groupe The Sounds of Science (1999) et Solid Gold Hits (2005).
Elle a été samplée et reprise de façon détournée par le groupe Public Enemy dans sa chanson Party for Your Right to Fight figurant sur l’album de 1988 It Takes a Nation of Millions to Hold Us Back, à un moment où les deux formations étaient signées sur le label Def Jam.

## Classements dans les charts

### Classements hebdomadaires
| Classement (1987)                      | Meilleure position |
| -------------------------------------- | ------------------ |
| Allemagne (Media Control AG)           | 25                 |
| Australie (Kent Music Report)          | 37                 |
| Belgique (Flandre Ultratop 50 Singles) | 16                 |
| Belgique (Flandre VRT Top 30)          | 16                 |
| Canada (100 Singles)                   | 7                  |
| États-Unis (Billboard Hot 100)         | 7                  |
| États-Unis (Cash Box)                  | 3                  |
| Irlande (IRMA)                         | 16                 |
| Nouvelle-Zélande (RMNZ)                | 17                 |
| Pays-Bas (Nederlandse Top 40)          | 10                 |
| Pays-Bas (Single Top 100)              | 10                 |
| Royaume-Uni (UK Singles Chart)         | 11                 |

| Chart (2012)                              | Peak position |
| ----------------------------------------- | ------------- |
| Belgique (Flandre Back Catalogue Singles) | 35            |
| Japon (Japan Hot 100 Singles)             | 74            |

### Classements annuels
| Classement (1987)              | Position |
| ------------------------------ | -------- |
| Canada (Top 100 Singles)       | 71       |
| États-Unis (Billboard Hot 100) | 98       |
| États-Unis (Cash Box)          | 49       |
| Pays-Bas (Single Top 100)      | 66       |

## Fight for Your Right Revisited
En 2011, pour les vingt-cinq ans du clip original, Adam Yauch a réalisé un court métrage de 30 min intitulé Fight for Your Right Revisited.
Le film met en scène de façon amusante la suite du clip original de Fight for Your Right, titre qu'on entend en fond au tout début. En plus des trois membres du groupe Mike D, Ad-Rock, et MCA, on voit Seth Rogen, Elijah Wood et Danny McBride jouer leurs personnages et affronter John C. Reilly, Will Ferrell, et Jack Black qui prétendent être les « vrais » Beastie Boys arrivant du futur à bord d'une DeLorean (vers le milieu du film). Une quantité d'acteurs font également une brève apparition, comme Stanley Tucci, Susan Sarandon, Steve Buscemi, Alicia Silverstone, Laura Dern, Shannyn Sossamon, Kirsten Dunst, Ted Danson, Rashida Jones, Jason Schwartzman, Rainn Wilson, Amy Poehler, Mary Steenburgen, Will Arnett, Adam Scott, Chloë Sevigny, Maya Rudolph, David Cross, Orlando Bloom, Martin Starr, etc..
Le court métrage servira de vidéo pour le titre Make Some Noise de l'album Hot Sauce Committee Part Two des Beastie Boys.